# 美濃まつり

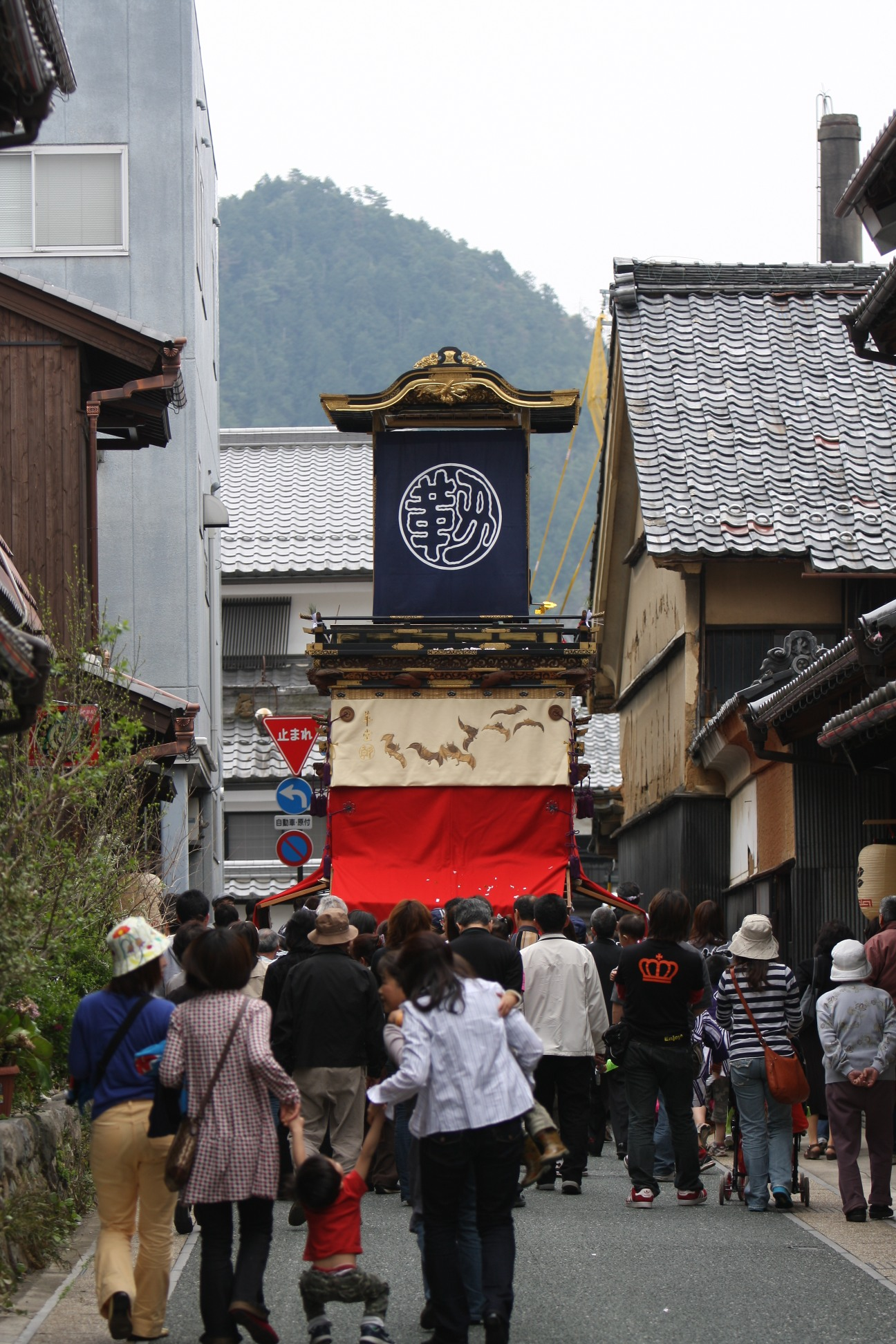
美濃まつりの山車

美濃まつり（みのまつり）は、毎年4月に行われる岐阜県美濃市の伝統行事。華やかなピンク色の美濃紙の花みこしで知られる。江戸から明治に制作されたからくり人形の山車6輌や練り物も集まり八幡神社へ練り込む。夕方からは町ごとの若い衆により仁輪加（にわか）が演じられる。

## 概要
- 五穀豊穣を願って江戸時代から続く春の例祭[1]
- 毎年4月の第2土曜日と翌日の日曜日に開催
土曜日に「花みこし」、日曜日に「山車・練り物」、両日夕暮れから「流し仁輪加」
- 会場は八幡神社、うだつの上がる町並み一帯

## 花みこし
明治33年から登場。濃いピンク色の美濃紙の花を付けた「しない」約300本を屋根に取りつけた花みこし大小30基余りが街を練り歩く。花は毎年一つ一つ手染めで作られる。縦約12センチ、横約9センチの和紙の四隅を染料に浸して染めていく。市指定無形民俗文化財。
https://facebook.com/mino.hanamikoshi.oysar/

## 山車
- 靱車（うつぼぐるま）- 常盤町：童子姿で踊る猿の顔が突然変化する。市内最大の山車。
- 三輪車 - 殿町：巫女人形が舞い踊る
- 舟山車 - 相生町：人形は神功皇后と竹内宿弥
- 聖王車 - 新町：人形は聖王
- 浦島車 - 泉町：人形は浦島太郎
- 布袋車 - 吉川町：人形は布袋和尚

## 練り物
山車の間を桃太郎や浦島太郎、花咲かじいさんなどの衣裳を着た練り物が登場

## 美濃流し仁輪加
仁輪加車を中心とした笛・太鼓・小鼓などの仁輪加囃子を演奏しつつ、町中を巡り、指定の十数箇所で仁輪加を演じる。国選択無形民俗文化財。